# Acta litteraria Regni Poloniae et Magni Ducatus Lithuaniae
Acta litteraria Regni Poloniae et Magni Ducatus Lithuaniae – polski kwartalnik kulturalny w języku łacińskim wydawany nieregularnie w Lipsku i w Warszawie w latach 1755-1763, stanowiący kontynuację "Warschauer Bibliothek". Był jednym z pierwszych czasopism polskiego oświecenia. Wydawcą pisma był Wawrzyniec Krzysztof Mitzler de Kolof, finansował je książę Józef Aleksander Jabłonowski.

## Historia
Pismo było kontynuacją "Warschauer Bibliotkek", którego program realizowało, z tym jednak, że było wydawane w języku łacińskim – prawdopodobnie po to, by poszerzyć krąg odbiorców. Różniło się od "Warschauer Bibliothek" także tym, że bardziej eksponowało problematykę historyczno-prawną. W zawartym w "Acta litteraria..."  dziele Nova littera Polonica Lorenz Christoph Mizler von Kolof dał istotne szkice literackie omawiające literaturę bieżącą, w tym komedie konwiktowe, dzieła Franciszka Bohomolca (Zabawki poetyckie i Zabawki oratorskie), poezję Jana Daniela Janockiego i mowę Stanisława Konarskiego De viro honesto et bone cive [...] formando. Jan Daniel Janocki był autorem prac bibliograficznych, które w "Acta litteraria..." stanowiły podstawowe źródło podawanych informacji historyczno-literackich.